# سرطانة الغدة الجار درقية
سرطان الغدة الجاردرقية هو سبب نادر من أسباب فرط كالسيوم الدم hypercalcemia. ويتشكّل في واحدة أو أكثر من أنسجة الغدد الجار درقيّة (أربع غدد بحجم البازلاء تقع في الرقبة والتي تصنع هرمون الغدة الجار درقيّة، الذي يساعد الجسم في تخزين الكالسيوم واستعماله).
هذا النوع من السرطان نادر الحدوث، وأقل شيوعاً بكثير من الورم الغدي للغدد الجار درقية، وقد يكون من الصعب استئصاله.

## العلامات والأعراض
يُعاني مُعظم المرضى من فرط كالسيوم الدم متوسط إلى شديد ومن ارتفاع في مستويات هرمون الغدة الجار درقية. وغالباً تُشاهد كتلة كبيرة في الرقبة، وتكون هناك في العادة تشوهات في الكلى والعظام.

## العلاج
يتم أحياناً تشخيص سرطان الغدة الجار درقيّة خلال عملية جراحية لفَرْط نشاط جَنيباتِ الدَّرقيَّة أوليّ. فإذا اشتبه الجرّاح بوجود سرطان غُديّ بناءً على قسوة الأنسجة المحيطة أو غزوها عن طريق ورم غدة جار درقيّة ثابت، يتم إجراء استئصال عدواني يشمل الغدة الدرقية والأنسجة المُحيطة عند الضرورة.
و تُستخدم الآن عوامل مثل مُشابهات الكالسيوم
calcimimeticsالكالسيميتات لخفض مستوى الكالسيوم في الجسم وذلك لتقليل آثار ارتفاع الكالسيوم في الدم.

## علم الأوبئة
يحدث سرطان الغدة الجاردرقيّة في منتصف العمر بنسبة متساوية لدى الرجال والنساء. وبالرغم من أن السبب مُبهم، إلا أنه ليس هناك ارتباط واضح بتشعّع الرقبة السابق. بل يُمكن أن يرتبط بفرط نشاط جنيبات الدرقيّة- متلازمة ورم الفك، وهو وراثي.

## وصلات خارجية
- Parathyroid cancer entry in the public domain NCI Dictionary of Cancer Terms
- Cancer Management Handbook: Thyroid and Parathyroid Cancers